# Oanh lưng xanh
Oanh lưng xanh (tên khoa học: Larvivora cyane) là một loài chim trong họ Muscicapidae.
Loài chim này là một loài di cư, ăn côn trùng và sinh sản ở Đông Á trên toàn Nhật Bản. Chúng trú đông ở Đông Nam Á và Indonesia.
Môi trường sống và sinh sản của loài oang này là rừng lá kim với bụi dày đặc, thường xuyên bên cạnh sông, ven rừng. Chúng kiếm ăn trên mặt đất nhưng rất nhút nhát. Vào mùa đông, loài chim này cũng có xu hướng ở lại các khu vực cây rậm.